# Patricia Kopatchinskaja
Patricia Kopatchinskaja (Chisináu, Moldavia; 1977) es una violinista moldava de música clásica.

## Biografía
Su madre, Emilia, toca el violín y su padre el címbalo. Desde la edad de 6 años, estudió violín con Michaela Schlögl, alumna de David Óistraj. En 1989, su familia emigró a Viena. Estudió en la Academia de música y artes escénicas de Viena violín y composición. A la edad de 21 años se trasladó a Berna, donde completó sus estudios en el conservatorio en el año 2000. Reside en Berna y tiene la nacionalidad austriaca y suiza. Su nombre se abrevia como PatKop.

## Carrera como solista de violín
Ha actuado como solista con la American Symphony Orchestra, la Ginebra Camerata, la Orquesta Filarmónica de Bergen, l'Orchestre des Champs-Élysées, Orquesta Sinfónica de Barcelona, la Deutsche Kammerphilharmonie, la Deutsche Symphonie-Orchester de Berlín, la Orquesta Sinfónica de la Radio de Finlandia, la Orquesta Sinfónica de Hamburgo, la Orquesta de Cámara de Múnich, la Orquesta Sinfónica de la NHK de Tokio, la Philharmonia Orchestra de Londres, la Orquesta Sinfónica de la Radio de la SWR de Stuttgart, la Orquesta de la Sinfónica Chaikovski de Moscú, de la Filarmónica Nacional de Hungría, la Orquesta Filarmónica de Viena (Wiener Philharmoniker), y directores tales como Vladímir Áshkenazi, Vladímir Fedoséyev, Roy Goodman, Philippe Herreweghe, Mariss Jansons, Neeme Järvi, Paavo Järvi, Andrew Litton, Andris Nelsons, Sir Roger Norrington, Sakari Oramo, Krzysztof Penderecki, Heinrich Schiff, Stanisław Skrowaczewski o Leonard Slatkin.
Ha participado en numerosos festivales, incluyendo el Festival de Lucerna, el Schlossfestspiele en Ludwigsburg, el Festival de Lockenhaus, el Festival Yehudi Menuhin en Gstaad, el Festival de Radio France et Montpellier Languedoc-Rosellón, el Festival de Salzburgo, el Wiener Festwochen, el Theater Spektakel en Zúrich. También es una fiel participante de La Folle Journée de Nantes.
Kopatchinskaja participa en interpretaciones con instrumentos de época y ha colaborado con Il Giardino Armonico, la Akademie für Alte Musik Berlin, MusicAeterna Perm, la Orchestre des Champs-Élysées, la Orchestra of the Age of Enlightenment bajo la dirección de Giovanni Antonini, René Jacobs y Philippe Herreweghe. También ha actuado con Sir Roger Norrington y Roy Goodman.
Toca en los conciertos descalza desde que un día olvidara llevar unos zapatos de gala al concierto.

## Carrera como directora de orquestas y festivales
La experiencia de Patricia como líder de conjuntos y orquestas de cámara incluye una gira con la Britten Sinfonia, giras repetidas con Mahler Chamber Orchestra y la Australian Chamber Orchestra y ser socio artístico de la Orquesta de Cámara de Saint Paul desde 2014. Desde el otoño de 2018 será la directora artística de la Camerata Bern.
También ha organizado varias producciones de conciertos: "Death and the Maiden" con Saint Paul Chamber Orchestra, "Bye-Bye Beethoven" con la Mahler Chamber Orchestra, "Dies Irae" con Lucerne Festival Alumni y "War and Chips" con la Camerata Bern.
En 2003-2005 Kopatchinskaja organizó su festival "Rüttihubeliade" en los Alpes suizos.
En junio de 2018, fue la directora musical del Festival de Música Ojai en California.

## Compañeros de música de cámara
Suele interpretar música de cámara con la violonchelista Sol Gabetta, el clarinetista Reto Bieri y los pianistas Markus Hinterhäuser, Polina Leschenko y Anthony Romaniuk.
En abril de 2016, Kopatchinskaja tocó con Anoushka Shankar en un concierto en el Konzerthaus de Berlin, Alemania. Interpretaron el Raga Piloo, compuesto, interpretado y grabado por Ravi Shankar a dúo con Yehudi Menuhin en el álbum West Meets East, Volumen 2, en 1968.
También toca con el pianista austriaco Markus Hinterhäuser.

## Violines
Patricia Kopatchinskaja toca un violín construido por Giovanni Francesco Pressenda (Turín) en 1834, según Dennis Rooney en la revista de música británica The STRAD, de marzo de 2003 "un instrumento con mucho colorido cuya calidad de viola le daba un tono de excepcional interés". En 2010 durante un corto tiempo, tocó el violín Guarneri del Gesù "ex-Carrodus" 1741, cedido por el Banco Nacional de Austria. Tuvo que devolverlo debido a problemas irresolubles con las autoridades aduaneras suizas.
En actuaciones con instrumentos de época usa un violín construido por Ferdinando Gagliano (Nápoles, hacia 1780, montado con un puente bajo y cuerdas de tripa) y arcos apropiados.

## Voz
Patricia Kopatchinskaja usa la voz en varias composiciones, por ejemplo la obra de John Cage "Living Room Music", "Crin" de Jorge Sánchez-Chiong, "Das kleine Irgendwas" de Heinz Holliger o en su propia cadencia para el concierto para violín de György Ligeti.
2017 interpretó la parte de la voz ("Sprechgesang") de "Pierrot lunaire" de Arnold Schönberg en los Estados Unidos y en 2018/9 dará varias actuaciones de la misma en Europa y Canadá.
2018 grabó en video con algunos amigos el primer movimiento del poema "Ursonate" de Kurt Schwitters (1932).

## Repertorio
Su repertorio incluye todas las grandes obras clásicas. Durante sus estudios de composición, ha trabajado mucho sobre Arnold Schönberg, Anton Webern y Alban Berg. El número de sus compositores favoritos también incluyen a György Kurtág, György Ligeti, la alumna de Shostakovich, Galina Oustvolskaïa y Boris Yoffe. También ha estrenado obras contemporáneas:

## Estrenos
Kopatchinskaja ha dado las primeras representaciones de numerosas obras, por ejemplo:
- 2004/5 siete primeras actuaciones, entre ellas conciertos para violín dedicados a ella por Johanna Doderer[9] y Otto Zykan
- 2005/6 primeras actuaciones de conciertos para violín dedicados a ella por Gerald Resch y Gerd Kühr con la Orquesta Sinfónica de la Radio de Viena
- 2007/8 primeras actuaciones de conciertos para violín dedicados a ella por Jürg Wyttenbach y el compositor / pianista turco Fazil Say
- Estreno en 2009 del concierto para violín dedicado a ella por Faradj Karabaw
- 2011 estreno de los conciertos para violín dedicados a ella por Maurizio Sotelo y Helmut Oehring ("Four Seasons") y el trabajo "Oh susurrantes soles" para doble coro, solo y platillos de Vanessa Lann
- 2012 primera presentación de la Romanza para violín y cuerdas dedicada a ella por Tigran Mansurian con la Amsterdam Sinfonietta.
- 2014 primera actuación de su propio Concierto para violín "Hortus animae" con la Camerata Bern.[10]
- 2015 (agosto) primera actuación de «Diálogo», Concierto para violín, violonchelo y orquesta de Mark-Anthony Turnage (con Sol Gabetta y la Gstaad Festival Orchestra).
- 2015 (noviembre) primera interpretación del concierto para violín escrito para ella por el compositor estadounidense Michael Hersch con la Orquesta de Cámara de Saint Paul.[11]
- 2016 primera presentación de la obra de Mauricio Sotelo "Red Inner Light Sculpture" para Violín, cuerda, percusión y bailaor flamenco (encargado por P.K.)

Además, Richard Carrick, Violeta Dinescu, Michalis Economou, Heinz Holliger, Ludwig Nussbichler, Jorge Sánchez-Chiong, Ivan Sokolov y Boris Yoffe han escrito obras para ella.

## Premios
- De 1997, el segundo premio en el grupo de edad de 18 a 23 años, en la categoría de "Instrumentos de cuerda frotados" en el Concurso Internacional "Classica Nova" In Memoriam Dmitri Shostakovich (Hannover, Alemania)[12]
- 2000, primer premio en el Concurso internacional de Henryk Szeryng en México
- 2002, International Credit Suisse Group Premio Joven Artista
- 2004, el Nuevo Talento - SPP Award "de la Unión Europea de Radiodifusión (UER" Eurovisión ") por su actuación en el concierto para violín y orquesta en re menor, op. 47, de Jean Sibelius (EBU-UER)
- De 2006, El Förderpreis Deutschlandfunk
- 2007 y 2010 la mejor producción de música de cámara de 2007 resp. 2010 por los lectores del periódico australiano Limelight (ABC)

- 2010: BBC-la Música-el premio de la Revista (categoría orquestal) para CD con Philippe Herreweghe y la Orchestre des Champs-Élysées: Obras para violín y orquesta de Beethoven
- 2011: Premio "Arco de oro" del festival de música de Meiringen, Suiza
- 2012: Praetorius música de Niedersachsen, Alemania, en la categoría de "innovación musical"
- 2013: Premio de ECHO en la categoría de grabación del concierto del año (violín) para el doble CD con los conciertos para violín de Bartók, Ligeti y Eötvös, registrado con la hr-Sinfonieorchester de Frankfurt, y el Ensemble Modern dirigidos por Peter Eötvös
- 2013: Gramophone Award por "Grabación del año" y nominado al Grammy, por la doble CD con los conciertos para violín de Bartók, Ligeti y Eötvös, registrado con la hr-Sinfonieorchester de Frankfurt, y el Ensemble Modern con Peter Eötvös
- 2014: Premio Internacional de Música Clásica (Categoría de Concierto) para la doble CD con los conciertos para violín de Bartók, Ligeti y Eötvös
- 2014: Premio Caecilia (Bélgica) para el CD con los conciertos para violín de Stravinsky y Prokofjev grabado con la Orquesta Filarmónica de Londres y Vladimir Jurowski
- 2014: Premio de la Real Sociedad Filarmónica de la Música 2013 (Categoría instrumentista)
- 2016: Premio del cantón de Berna, Suiza, por el "éxito musical"
- 2017: Gran Premio de música de Suiza 2017[13]
- 2018: Grammy en la categoría de "Mejor interpretación de música de cámara/small ensemble para el álbum "la Muerte y La Doncella" con la Saint Paul Chamber Orchestra.[14]

Cita: "...la violinista se atreve con todo, y va a relegar a Gitlis, Kremer o Kennedy al rango de los padres... " Diapason (París)

## Discografía
| Fecha          | OBRAS | Músicos acompañantes | Sello                              | tipo     |
| -------------- | --- | --- | ---------------------------------- | -------- |
| 1998           | ein klang 1996–1998 Johanna Doderer - Awakening 2 para tres violines | - Kinga Voss (violín) - Jacqueline Kopacinski (violín) | Einklang Récords 001/002           | Doble-CD |
| 2001           | Una introducción a Dimitri Smirnov - Elegy (in Memory of Edison Denisov) para violonchelo - String of Destiny (Sonata para piano no 4) para piano - "Eres ist..." (Sonata para violín no 3) - Trío para violín, violonchelo y piano - Sonata (para violonchelo y piano) - Postludio (en memoria de Alfred Schnittke) para violín              | - Alexander Iwashkin (violonchelo) - Ivan Sokolov (piano) | Megadisc 7818                      | CD       |
| 2001           | Nikolai Korndorf - En honor de Alfred Schnittke (trío para violín, viola y violonchelo) - Passacaglia para violonchelo solo - Are you ready, Brother? (trío para piano, violín y violonchelo) | - Daniel Raiskin (viola) - Alexander Iwashkin (violonchelo) - Ivan Sokolov (piano) | Megadisc 7817                      | CD       |
| 2004           | Boris Yoffe, 32 poemas del libro de los cuartetos | - Daniel Kobyliansky (violín) - Boris Yoffe (viola) - Dichtiar Druski (violonchelo) | Antes edición, Bella Musica 319192 | CD       |
| 2006           | CD CUMPLEAÑOS 50 años Radio DRS 2 en el disco no 10. (« Jóvenes Talentos ») de Kopatchinskaja Georges Enesco - Tercera Sonata (En el carácter popular rumano) - 1. Moderato malinconico - 2. Andante sostenuto e misterioso - 3. Allegro con brio, ma no troppo mosso                                                                         | con Mihaela Ursuleasa (piano) | Swiss Radio DRS2, CDL1710          | 10 CDs   |
| 2006           | Johanna Doderer - Para violín y orquesta (dedicado a Kopatchinskaja) - Bolero para dos pianos y orquesta - Rondane para orquesta | - Wiener Konzertverein - Ulf Schirmer (dirección) | edición Zeitton de las ORF 2009336 | CD       |
| 2007           | Boris Yoffe, Musical Semantics Boris Yoffe - Siete poemas de libro de los cuartetos - Essay - Leicht, aber puso Hingabe | - Daniel Kobylianski (violín) - Jacqueline Kopacinski (violín) - Roman Spitzer (viola) - Druski Dichtiar (violonchelo) - Angela Yoffe (piano) | Megadisc MDC 7798                  | CD       |
| 2008           | Fazıl Say 1001 Nights in the Harem by Kopatchinskaja Fazıl Say - Violin concerto '1001 nights in the harem' | - Orquesta Sinfónica de Lucerna - John Axelrod (dirección) | Ingenua V 5147                     | CD       |
| 2008           | Gerd Kühr - Movimenti para violín y orquesta (2006) Gerald Resch - Schlieren, concierto para violín y orquesta (2005) Otto Zykan - Da unten im Tale concierto para violín y orquesta (2004) | - Radio-Symphonie Orchester Wien (RSO) - Stefan Asbury (director) - Johannes Kalitzke (director) - Bertrand de Billy (director) | Col Legno WWE 1CD 20279            | CD       |
| 2009           | Beethoven : Obras completas para violín y orquesta Ludwig van Beethoven - Concierto para violín y orquesta en re mayor op. 61 - Romanza para violín y orquesta 1 en sol mayor op. 40 - Romanza para violín y orquesta no 2 en fa sostenido mayor op. 50 - Concierto para violín y orquesta en do mayor WoO 5, fragmento del primer movimiento | - Orquesta de los Champs-Élysées - Philippe Herreweghe (dirección) | Ingenua V 5174                     | CD       |
| 2009           | Ludwig van Beethoven - Sonata para violín no 9 « a Kreutzer » Maurice Ravel - Sonata para violín en sol mayor Béla Bartók - 6 bailes populares Rumanos Fazıl Say - Sonata para violín op. 7 | - Patricia Kopatchinskaja (violín) - Fazıl Say (piano) | Ingenua, V 5146                    | CD       |
| 2010           | Patricia Kopatchinskaja : Rapsodia – Música de mi patria - Obras de Enescu, Kurtag, Ligeti, Sánchez-Chiong, Ravel, Folclore Moldavo | - Patricia Kopatchinskaja (violín) - Emilia Kopatchinskaja (violín & viola) - Viktor Kopatchinsky (címbalo) - Martin Gjakonovski (contrabajo) - Mihaela Ursuleasa (piano) | Ingenua, V 5193                    | CD       |
| 2012           | Tres conciertos de violín Húngaro - Bartók, Concierto para violín no 2 - Eötvös, Concierto para violín no 1 (« Seven ») - Ligeti, Concierto para violín | - Symphonieorchester de los Hessischen Rundfunks, Frankfurt (Bartók, Eötvös) - Emsemble Modern Frankfurt (Ligeti) - Péter Eötvös (dirección) | Ingenua, V 5285                    | Doble-CD |
| 2013           | Dos conciertos de violín Ruso - Stravinski, Concierto en re - Prokófiev, Concierto para violín n.º2 | - Orquesta Filarmónica de Londres - Vladímir Yúrovski (dirección) | Ingenua V 5352                     | CD       |
| 2014           | Casi Parlando - Tigran Mansurian, Conciertos para violín/violonchelo y cuerda | - Amsterdam Sinfonietta - Candida Thompson (dirección) - Anja Lechner (violonchelo) | ECM New Series 2323                | CD       |
| 2014           | Galina Oustvolskaïa - Sonata para violín, Duet, Trío para clarinete | - Patricia Kopatchinskaja (violín) - Markus Hinterhäuser (piano) - Reto Bieri (clarinete) | ECM New Series 2329                | CD       |
| 2015           | Guía Kantcheli - Chiaroscuro, Twilight | - Gidon Kremer (violín) - Patricia Kopatchinskaja (violín) - Kremerata Baltica | ECM New Series 2442                | CD       |
| 2015           | TAKE-TWO Duetos de 1000 años de historia musical Obras de Gesualdo, De Machaut, Gibbons, Giamberti, Biber, Bach, De Falla, Milhaud, Vivier, Martinu, Holliger, Sotelo, Dick, Sanchez-Chiong y del Winchester Troper | - Patricia Kopatchinskaja (violín, violín barroco, voz) - Reto Bieri (clarinete, violín, ocarina) - Laurence Dreyfus (viola) - Pablo Marcáis (guitarra) - Anthony Romaniuk (clavecín, piano) - Jorge Sanchez-Chiong (electrónicos) - Matthias Würsch (darbuka) - Ernesto Estrella (voces) | Alpha Classics                     | CD       |
| 2016           | Pjotr Iljitsch Tschaikowski - Concierto para violín - Los Noces | - Patricia Kopatchinskaja (violín) - Musica Aeterna, Perm - Teodor Currentzis (dirección) | Sony classical                     | CD       |
| 2016           | Robert Schumann Integral de la obra sinfónica, volumen 4 - Concierto para violín - Concierto para piano | - Patricia Kopatchinskaja (violín) - Denes Varjon (piano) - Orquesta sinfónica WDR, Colonia - Heinz Holliger (dirección) | Audita                             | CD       |
| 2016           | Faradj Karaev - concierto para violín - Veinte años después de « Nostalgia... » (Symphonie) | - Patricia Kopatchinskaja (Violín) - Orquesta sinfónica de la Azerbaijan Baku - Rauf Abullayev (dirección) | Paladino Music                     | CD       |
| 2016           | Robert Schumann Integral de la obra sinfónica, volumen 5 - Piezas para piano y orquesta op. 92 y 134 - Fantasía para violín y orquesta op. 131 - Pieza para cuatro coros y orquesta op. 86 | - Patricia Kopatchinskaja (violín) - Alexander Lonquich (piano) - Orquesta sinfónica WDR, Colonia - Heinz Holliger (dirección) | Audita                             | CD       |
| 2016           | Franz Schubert La muerte y la doncella y otras obras de Gesualdo, Dowland, Nörmiger, Kurtag, etc. | - Patricia Kopatchinskaja (violín y dirección) - Santo Paul Chamber Orchestra, Santo Paul, Minnesota | Alpha Classics                     | CD       |
| 2018 (febrero) | Francis Poulenc - Sonata para violín Léo Delibes - Valse de Coppélia para piano Béla Bartók - Sonata para violín no 2 Maurice Ravel - Tzigane | - Patricia Kopatchinskaja (violín) - Polina Leschenko (piano) | Alpha Classics                     | CD       |